# Alexandre Vinokourov
Pour les articles homonymes, voir Vinokourov.
Alexandre Nikolaïevitch Vinokourov (en russe : Александр Николаевич Винокуров), né le 16 septembre 1973 à Petropavlovsk en République socialiste soviétique kazakhe, est un ancien coureur cycliste, citoyen kazakhstanais de nationalité russe. Il est surnommé « Vino » par le public. Il est actuellement manager général de l'équipe Astana.
Révélé dès ses débuts professionnels en 1998 chez Casino, il rejoint en 2000 l'équipe allemande Deutsche Telekom. Il y remporte successivement une médaille d'argent aux Jeux olympiques de 2000, le Tour d'Allemagne en 2001, Paris-Nice en 2002 et 2003, Liège-Bastogne-Liège en 2005. Il réalise sa meilleure saison en 2003 avec son deuxième Paris-Nice, le Tour de Suisse, l'Amstel Gold Race et une troisième place au Tour de France.
En 2006, il s'engage avec la formation espagnole Liberty-Seguros afin de gagner le Tour de France. L'implication de certains dirigeants d'équipe et de coéquipiers dans l'affaire Puerto l'empêche d'y participer. Il se rabat sur le Tour d'Espagne qu'il remporte, avec l'aide précieuse de son coéquipier Andrey Kashechkin. Favori du Tour de France 2007, il y est contrôlé positif à la transfusion sanguine. Il est suspendu deux ans et annonce mettre fin à sa carrière.
Pourtant, en août 2009, il reprend la compétition et réintègre l'équipe Astana. En avril 2010, il remporte pour la deuxième fois Liège-Bastogne-Liège dans des circonstances sportives douteuses. Victime d'une chute durant le Tour de France 2011, il annonce la fin de sa carrière quelques jours plus tard. Il reprend cependant une nouvelle fois la compétition en fin de saison. Aux Jeux olympiques de 2012 à Londres, il remporte la course en ligne et met un terme à sa carrière de coureur dans la foulée. Depuis 2013, il est le manager général de l'équipe Astana.

## Biographie

### Enfance et jeunesse
Il fait ses classes à l'École nationale des sports de Alma-Ata, au Kazakhstan. Il participe en 1996 à la course en ligne des Jeux olympiques à Atlanta aux États-Unis et en prend la 53e place. En mars 1997, il intègre l'équipe amateur de l'EC Saint-Étienne Loire. Auteur d'une bonne saison, il remporte notamment l'Essor breton et les Boucles du Tarn. En août, il intègre l'équipe professionnelle Casino en tant que stagiaire, puis y devient professionnel en 1998.

### 1998-1999: les débuts professionnels chez Casino
Alexandre Vinokourov commence sa carrière en France avec l’équipe « Casino » en 1998. Dans une équipe qui brille cette année-là (68 victoires, deuxième place au classement UCI), il ne tarde pas à obtenir de bons résultats. Septième de l'Étoile de Bessèges en février, il s'illustre en mars en terminant deuxième du Tour de Murcie derrière son coéquipier Alberto Elli, dans le même temps que Marco Pantani, vainqueur du Tour d'Italie et du Tour de France quelques mois plus tard. Il se classe deuxième de la dernière étape au col de Morrón de Totana, derrière ce Pantani qui n'est pas parvenu à lâcher les deux coureurs de Casino. Durant les semaines qui suivent, Vinokourov est deuxième du Grand Prix de Lillers, huitième de Cholet-Pays de Loire, 18e du Grand Prix de l'Escaut durant lequel il figure dans un groupe d'échappés. Il obtient ses premières victoires au mois de mai. Il remporte d'abord une étape et le classement général du Circuit des Mines, en Lorraine. Il s'impose ensuite aux Quatre Jours de Dunkerque devant son coéquipier Artūras Kasputis. Cette victoire lui permet d'entrer dès sa première année professionnelle parmi les 100 premiers du classement UCI. Il y restera jusqu'à sa suspension pour dopage en 2007. La semaine suivante, il gagne le Tour de l'Oise, dominé par l'équipe Casino : les trois étapes sont remportées par Vinokourov, Stéphane Barthe et Lauri Aus, celui-ci prenant la deuxième place du classement général. Sixième du Tour de la Région wallonne en août, après avoir été battu au sprint par Frank Vandenbroucke lors de la dernière étape, il obtient un sixième succès en septembre au Tour de Pologne, dont il gagne la sixième étape. Il représente le Kazakhstan aux championnats du monde sur route à Valkenburg aux Pays-Bas, où il se classe 23e du contre-la-montre et de la course en ligne.
En 1999, Vinokourov commence sa saison en Australie, où se dispute la première édition du Tour Down Under. Il en prend la huitième place. Deuxième d'étape au Tour méditerranéen, puis troisième d'étape au Tour du Haut-Var, il signe son premier succès de l'année à la fin du mois de février en remportant le Tour de la Communauté valencienne, dont il gagne également la dernière étape disputée contre-la-montre. Il prend le départ de Paris-Nice avec un statut de favori. Victime d'une chute lors de la deuxième étape qui lui cause une fêlure de l'omoplate, il doit quitter cette course et s'abstenir de courir pendant un mois. Il ainsi également privé de Milan-San Remo. En mai, il se classe cinquième des Quatre Jours de Dunkerque, puis deuxième d'un Grand Prix du Midi libre dominé par l'équipe Casino : Benoît Salmon s'impose au classement général et l'équipe emporte 4 des 6 étapes, dont 2 par Vinokourov. En juin, il est 5e de la Classique des Alpes, puis participe au Critérium du Dauphiné libéré. Troisième du prologue remporté par Lance Armstrong, il s'impose lors de la 2e étape et s'empare de la tête du classement général. Il la cède le lendemain à Jonathan Vaughters, vainqueur du contre-la-montre du mont Ventoux, puis la reprend lors de l'avant-dernière étape, en attaquant dans l'ascension finale vers Passy Plaine-Joux, et remporte ce Dauphiné libéré. Il s'agit du premier succès majeur de sa carrière, qui confirme qu'il est alors l'un des jeunes coureurs les plus prometteurs. En juillet, il prend part à son premier Tour de France. Septième du prologue et 13e de l'étape arrivant à l'Alpe d'Huez, il figure dans un groupe de six échappés lors de la 11e étape et prend la troisième place à Saint-Étienne. Il est à nouveau troisième d'étape au Futuroscope, et termine ce premier Tour à la 35e place. Vainqueur d'étape au Tour du Limousin en août puis deuxième de Milan-Vignola en septembre, il participe en octobre à Vérone, en Italie, à la course en ligne des championnats du monde, qu'il ne termine pas. Il est 17e du classement UCI à la fin de cette saison.

### 2000-2005: la consécration chez T-Mobile
Il rejoint « Deutsche Telekom » en 2000, équipe rebaptisée « T-Mobile » en 2004. Obtenant une médaille d'argent aux Jeux olympiques de Sydney en 2000, ses débuts avec l'équipe allemande ne lui permettent néanmoins pas de s'affirmer comme l'un des leaders de l'équipe toujours dominée par Jan Ullrich.

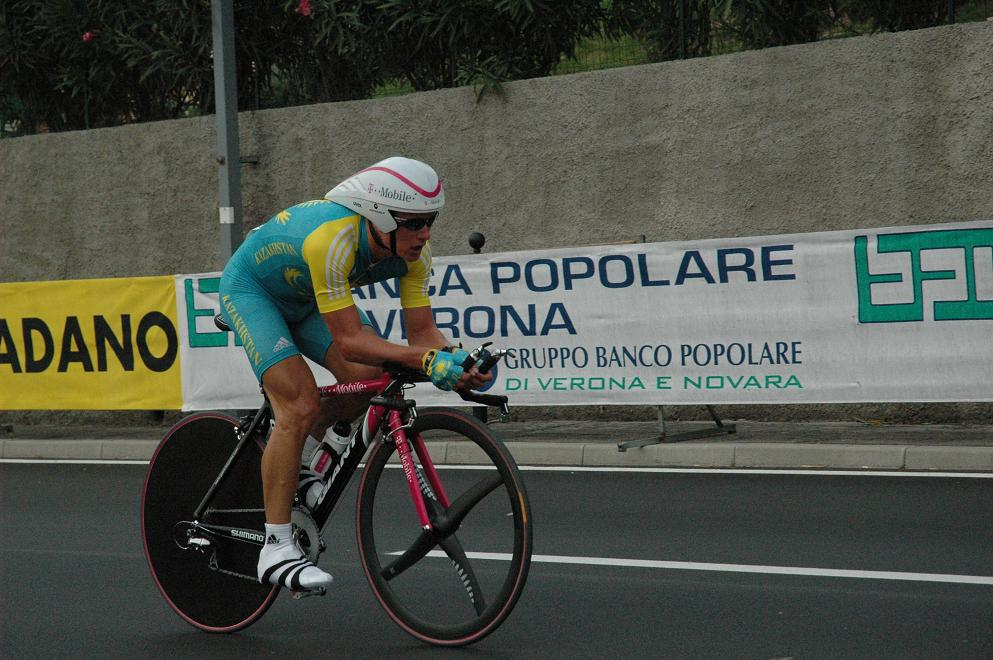
Au championnat du monde du contre-la-montre en 2004

Au mois de juin 2000 il participe notamment au Tour de Suisse. Lors de la première étape disputée à Uster sous la forme d'un contre-la-montre par équipes, la Deutsche Telekom réalise le meilleur temps et remporte cette première étape, permettant à son coéquipier Steffen Wesemann de prendre le maillot jaune de leader du classement général.
Il se met donc au service du leader, notamment sur le Tour de France. Il termine notamment 15e de l'édition 2000 en ayant été vu plusieurs à l'attaque avec notamment une sixième place lors de la 11e étape ou second lors de la 18e, terminant dans le même temps que le vainqueur Salvatore Commesso (Saeco-Valli & Valli). En 2002, il remporte Paris-Nice en mars, puis prend les commandes du Tour de Suisse en juin. Une chute le contraint cependant à l'abandon dans l'épreuve helvétique et l'oblige à déclarer forfait pour le Tour de France. Profitant du départ de Jan Ullrich à la suite d'une affaire de dopage, Vinokourov devient le leader de l'équipe cycliste T-Mobile en 2003. Le Kazakh remporte Paris-Nice, l'Amstel Gold Race et le Tour de Suisse, avant de marquer de son empreinte le Tour de France du centenaire. Vainqueur à Gap, il termine finalement troisième du Tour après être longtemps resté au coude à coude avec Lance Armstrong et Jan Ullrich, devenu son rival. Il finira deuxième de l'étape de l'Alpe d'Huez après avoir surpris les favoris avec une attaque incisive. Démarrant à pratiquement chaque étape de haute-montagne, il paiera ses efforts dans la 15e étape reliant Bagnères-de-Bigorre à Luz-Ardiden, cédant près de 2 minutes à Armstrong. Il obtient le prix de la combativité à l'issue de ce Tour de France.
Il se concentre désormais sur l'épreuve reine du cyclisme, ce qui ne l'empêche pas de remporter Liège-Bastogne-Liège en 2005. Forfait au Tour 2004 pour cause de blessure, il est fortement affecté par la mort en course de son ami et compatriote Andrei Kivilev. Il anime ensuite le Tour de France 2005 en remportant deux étapes à Briançon et surtout à Paris, où il réussit l'exploit de surprendre tous les sprinters dans les derniers kilomètres. Il termine cinquième au général. Sa collaboration avec Ullrich, de plus en plus difficile, le pousse à quitter T-Mobile.

### 2006: l'affaire Puerto et la consécration au Tour d'Espagne
En 2006, Alexandre Vinokourov rejoint l'équipe cycliste Liberty Seguros. À la suite de l'arrestation de Manuel Saiz, dirigeant de l'équipe, par la police espagnole dans le cadre de l'opération Puerto, et en raison de la diffusion dans la presse d'une liste de coureurs comprenant des membres de l'équipe, Vinokourov est privé de Tour de France. Le sponsor de son équipe (Liberty) se retire et est remplacé par un nouveau sponsor kazakh : Astana.
À trois jours du départ du Tour, les organisateurs annoncent la suspension de l'équipe en raison des affaires de dopage auxquelles serait mêlé le directeur sportif de l'équipe Manuel Saiz. Après avoir fait appel, l'équipe Astana obtient le droit de courir en faisant valoir l'absence de preuves valables.
Mais la veille du départ du Tour, la justice espagnole remet à l'UCI (Union cycliste internationale) et à l'organisation du Tour de France une liste contenant tous les noms des personnes mêlées à l'affaire Puerto, où figurent 5 coureurs d'Astana engagés sur le Tour.
Les coureurs cités dans cette liste ne pouvant être alignés sur la ligne de départ, Vinokourov n'a plus que 3 coéquipiers. Or il est interdit de prendre le départ du Tour avec moins de 6 coureurs, ce qui exclut de fait l'équipe de l'épreuve.
Son objectif devient alors le Tour d'Espagne qu'il remporte devant Alejandro Valverde et son coéquipier Andrey Kashechkin. En petite forme pendant les premières étapes de montagne, Vino perd du terrain sur Valverde, que seuls peuvent alors pouvoir inquiéter son coéquipier Andrey Kashechkin et Carlos Sastre. Mais grâce à un retour de forme et à des attaques incessantes menées de concert avec Kashechkin, il finit par faire craquer un Valverde pourtant exemplaire, mais trop isolé dans les derniers kilomètres des étapes de montagne. Il prend ainsi le maillot or dans la descente de l'alto de Monachil vers Grenade et le consolide plus tard dans la montée de la Sierra de la Pandera.

### 2007: affaire de dopage et fin de carrière annoncée

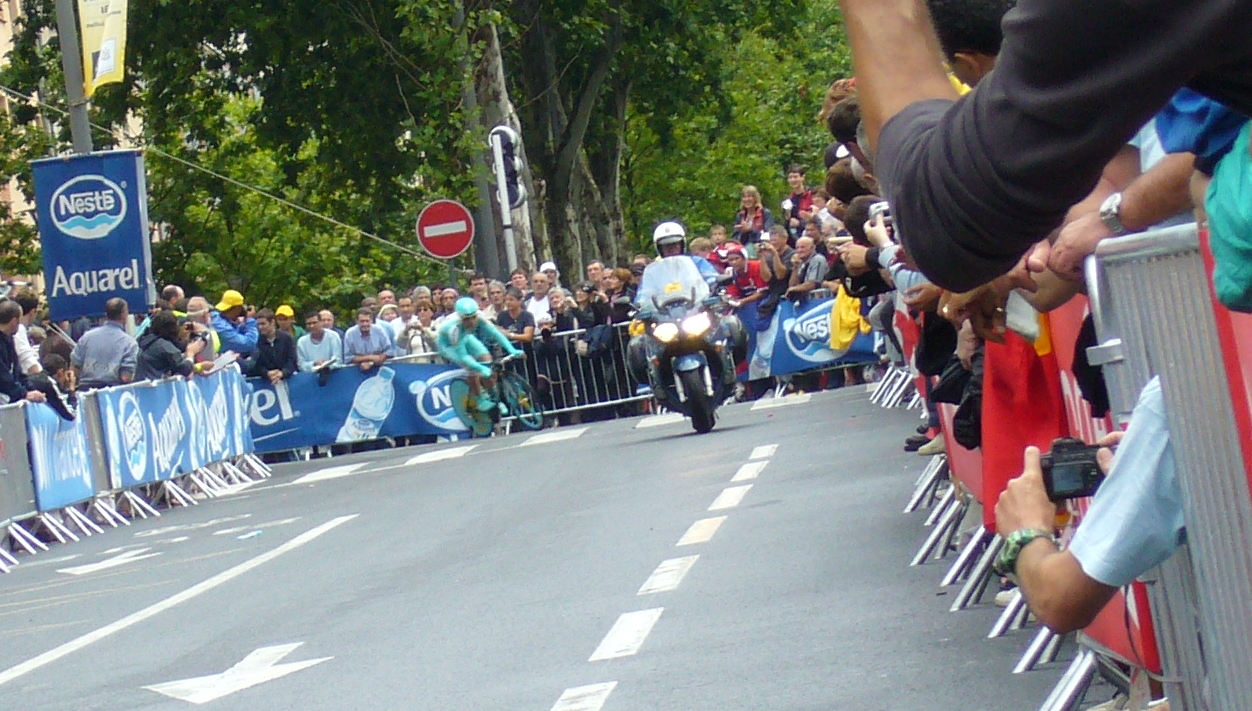
Sur le Tour de France 2007 lors de sa victoire au contre-la-montre d'Albi

Des suspicions pèsent déjà sur le coureur depuis la révélation de l'affaire Puerto qui a écarté le directeur sportif et cinq des coureurs de l'équipe de Vinokourov à la veille du Tour de France 2006. Alexandre Vinokourov a également reconnu avant le départ du Tour de France 2007 consulter depuis peu le sulfureux docteur Ferrari.
Lors de la 5e étape, le 12 juillet, Vinokourov se blesse aux genoux dans une chute, à 25 km de l'arrivée à Autun. Cette blessure nécessite la pose de quinze points de suture et elle compromet fortement sa victoire dans le Tour 2007. Néanmoins, il remporte le contre-la-montre d'Albi, le samedi 21 juillet, avant de prendre un retard considérable le dimanche 22 juillet, dans l'ascension du port de Pailhères. Le lendemain, 23 juillet, Vinokourov gagne l'étape-reine des Pyrénées, et L'Équipe titre « Le courage de "Vino" ».
Le 24 juillet 2007, sur son site Internet, le même quotidien sportif révèle que Vinokourov a été contrôlé positif aux transfusions homologues le samedi 21 juillet à l'issue du contre-la-montre d'Albi. À la suite de cette information, l'équipe Astana, sous la pression des organisateurs, décide de quitter le Tour et de suspendre Vinokourov. Celui-ci quitte aussitôt le Tour, mais il nie s'être dopé et demande une contre-expertise, qui s'avérera elle aussi positive. Le 30 juillet, Astana annonce le licenciement de son coureur.
Le 6 décembre 2007, la fédération kazakhe suspend Vinokourov pour un an à compter du contrôle, soit jusqu'au 24 juillet 2008. Il n'aurait été suspendu qu'une seule année afin de pouvoir participer aux Jeux olympiques de Pékin (le Code mondial antidopage prévoit une suspension de deux ans sauf en cas de collaboration avec les autorités anti-dopages). Cependant, Vinokourov décide d'arrêter la compétition, mais déclare qu'il va continuer à se battre pour son honneur.

### 2008: rumeur de retour à la compétition
Au printemps 2008, la presse fait état de rumeurs selon lesquelles Vinokourov se préparerait pour les jeux olympiques, mais Vinokourov dément en annonçant sa reconversion dans un centre d'entraînement pour sportifs de haut niveau dans les environs de Grasse (Alpes-Maritimes). De plus, l'UCI avait prévu dans ce cas de faire appel au TAS.
En octobre 2008, il annonce vouloir revenir à la compétition en 2009 au sein de l'équipe Astana, avec pour objectifs le Tour d'Italie et les championnats du monde, mais pas le Tour de France,. L'Union cycliste internationale s'oppose cependant à ce retour, rappelant que Vinokourov n'a effectué qu'une année de suspension.

### 2009-2010: le retour au sommet

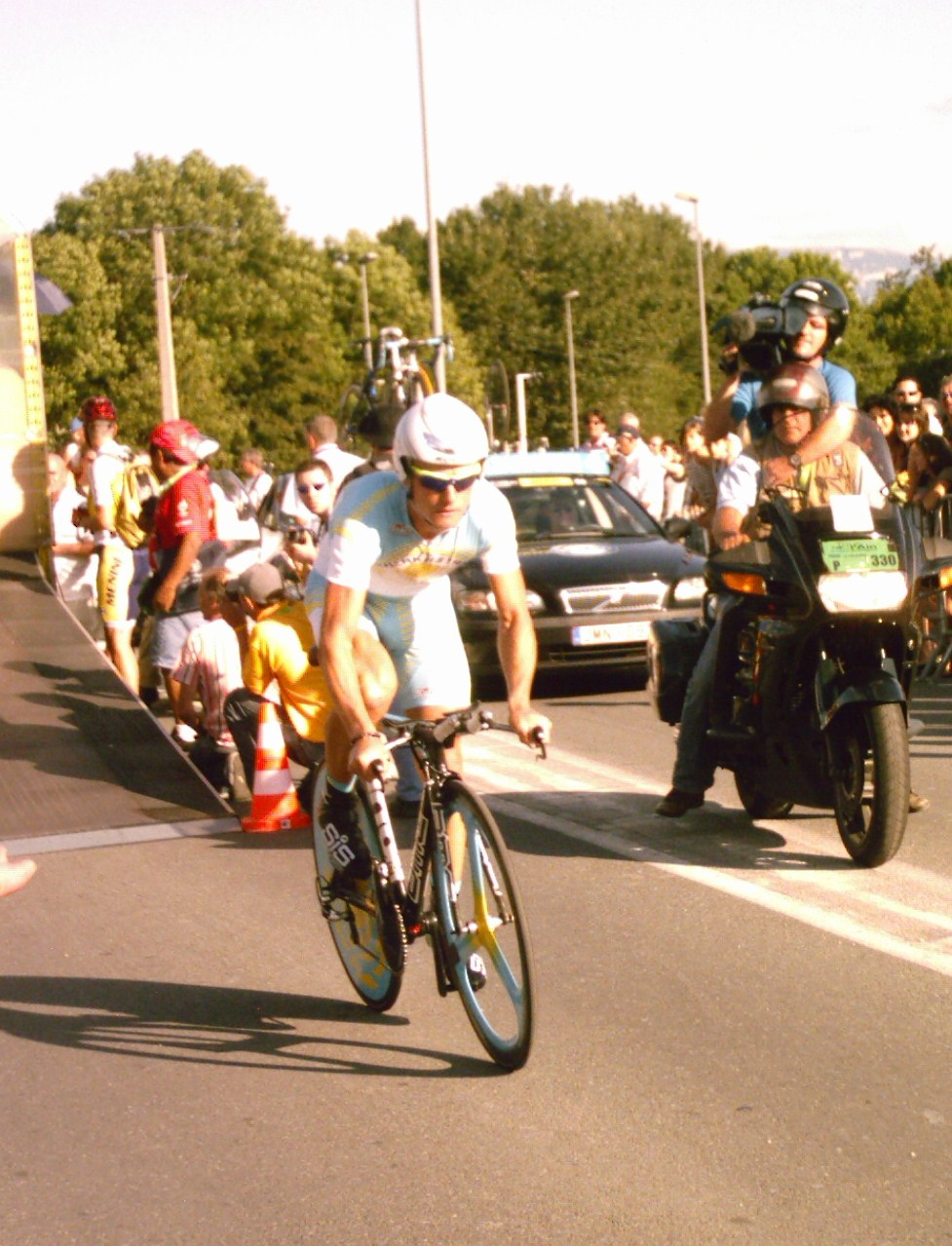
Alexandre Vinokourov au départ de la 3eb étape du Tour de l'Ain 2009 qu'il remporte.

En mai 2009, Vinokourov annonce son intention de revenir à la compétition au sein de l'équipe Astana avec comme objectif les championnats du monde et le Tour d'Espagne. Le Tribunal arbitral du sport, saisi par l'Union cycliste internationale, prononce une suspension de 2 ans. Vinokourov peut par conséquent reprendre la compétition le 24 juillet. À la veille du départ du Tour de France, il confirme son intention de revenir au sein de l'équipe Astana. Il effectue son retour à la compétition le 9 août au Tour de l'Ain. En difficulté dans la montagne, il parvient néanmoins à remporter le contre-la-montre de l'épreuve. Il participe ensuite aux championnats d'Asie avec l'équipe nationale. Il y remporte la médaille d'or du contre-la-montre et la médaille d'argent de la course en ligne.
À la fin du mois, il intègre l'équipe Astana et prend le départ du Tour d'Espagne.
Puis il prend part aux championnats du monde de cyclisme sur route fin septembre. Il finit 8e du contre-la-montre remporté par Fabian Cancellara et 26e de la course en ligne, où il s'est illustré en attaquant dans le final.
Le 18 octobre, il remporte le Chrono des Nations aux Herbiers, devant le champion de France du contre-la-montre Jean-Christophe Péraud.
Il termine quatrième du Tour méditerranéen 2010, en début de saison, où il montre sur ses routes d'entraînements et par une météo exécrable un état de forme avancé. Un mois et demi plus tard, il participe au Tour du Trentin dans l'optique de Liège-Bastogne-Liège, classique qu'il a déjà remportée en 2005. Au Trentin, après avoir remporté le contre-la-montre de la première étape, il se classe deuxième de la deuxième étape et quatrième de la quatrième étape. Face à un Riccardo Riccò particulièrement incisif, il remporte le classement général final avec une marge infime de 12 centièmes. Il enchaîne directement avec une victoire sur Liège-Bastogne-Liège, ayant su distancer son compagnon d'échappée Alexandre Kolobnev grâce à une attaque dans les 500 derniers mètres. En décembre 2011, le magazine suisse L'Illustré affirme que Vinokourov a offert 100 000 euros à Kolobnev pour qu'il le laisse gagner, et publie des extraits de courriers électroniques échangés par les deux coureurs. L'Union cycliste internationale a demandé à L'Illustré de lui « [fournir] tous les éléments en sa possession qui permettraient d’établir le déroulement réel des faits ». Le magazine refuse de s'exécuter mais dans un article du 4 juillet 2012 annonce être en possession de la copie d'un versement bancaire de 100 000 euros du compte monégasque de Vinokourov vers le compte suisse de Kolobnev, qui selon lui établirait la preuve de la tricherie. Le magazine annonce également que la veuve d'Andrei Kivilev s'apprêterait à faire des révélations confirmant que Vinokourov serait un tricheur.
Au départ du Giro, Vinokourov est considéré comme l'un des principaux favoris, avec Cadel Evans ou Ivan Basso. Il prend la tête du général dès  la 3e étape. Le lendemain, il cède son maillot rose à Vincenzo Nibali, vainqueur du contre-la-montre par équipes avec sa formation Liquigas. Trois jours plus tard, sur les routes difficiles et non-asphaltées du Monte Paschi Strade Bianche lors de la 7e étape, il reprend la tête du général. Lors de la 11e étape, il abandonne de nouveau son paletot rose à la faveur de Richie Porte et d'une échappée fleuve de cinquante six coureurs. Son équipe, fatiguée, ne parvient pas à limiter les écarts et les favoris, dont Vinokourov, franchissent la ligne avec plus de 12 minutes de retard. Le Kazakh paye finalement ces efforts consentis dans les quinze premiers jours de course lors de la troisième semaine, particulièrement difficile. Troisième du contre-la-montre final à Vérone, il termine son premier Giro à la sixième position, à sept minutes et six secondes du vainqueur, Ivan Basso. Il remporte la treizième étape du Tour de France 2010 avant de se consacrer pleinement à son rôle de coéquipier de luxe pour Alberto Contador. Une semaine plus tard, il est battu au sprint par Luis León Sánchez lors de la Classique de Saint-Sébastien, qu'il termine deuxième devant Carlos Sastre.

### 2011: blessure au Tour de France
Alexandre Vinokourov a annoncé que le Tour de France 2011 sera son dernier et qu'il adorerait porter le maillot jaune ne serait-ce qu'un seul jour voire une semaine. Le 9 juillet 2011 lors de la 8e étape il attaque dans la montée finale à Super-Besse mais est repris à 500 mètres de l'arrivée par le peloton. Le lendemain, lors de la 9e étape, alors qu'il voulait attaquer dans la dernière côte pour prendre le maillot jaune, il chute lourdement dans la descente du col du Pas de Peyrol et se fracture la tête du fémur, ce qui le contraint à l'abandon. Le 17 juillet, il annonce qu'il met un terme à sa carrière de coureur professionnel, puis revient sur cette décision en septembre, en affirme vouloir poursuivre en 2012. Dans ce sens, il effectue son retour en compétition le 16 octobre à l'occasion du Chrono des Nations qu'il termine loin des meilleurs, après trois mois de repos forcé.

### 2012: champion olympique pour finir sa carrière

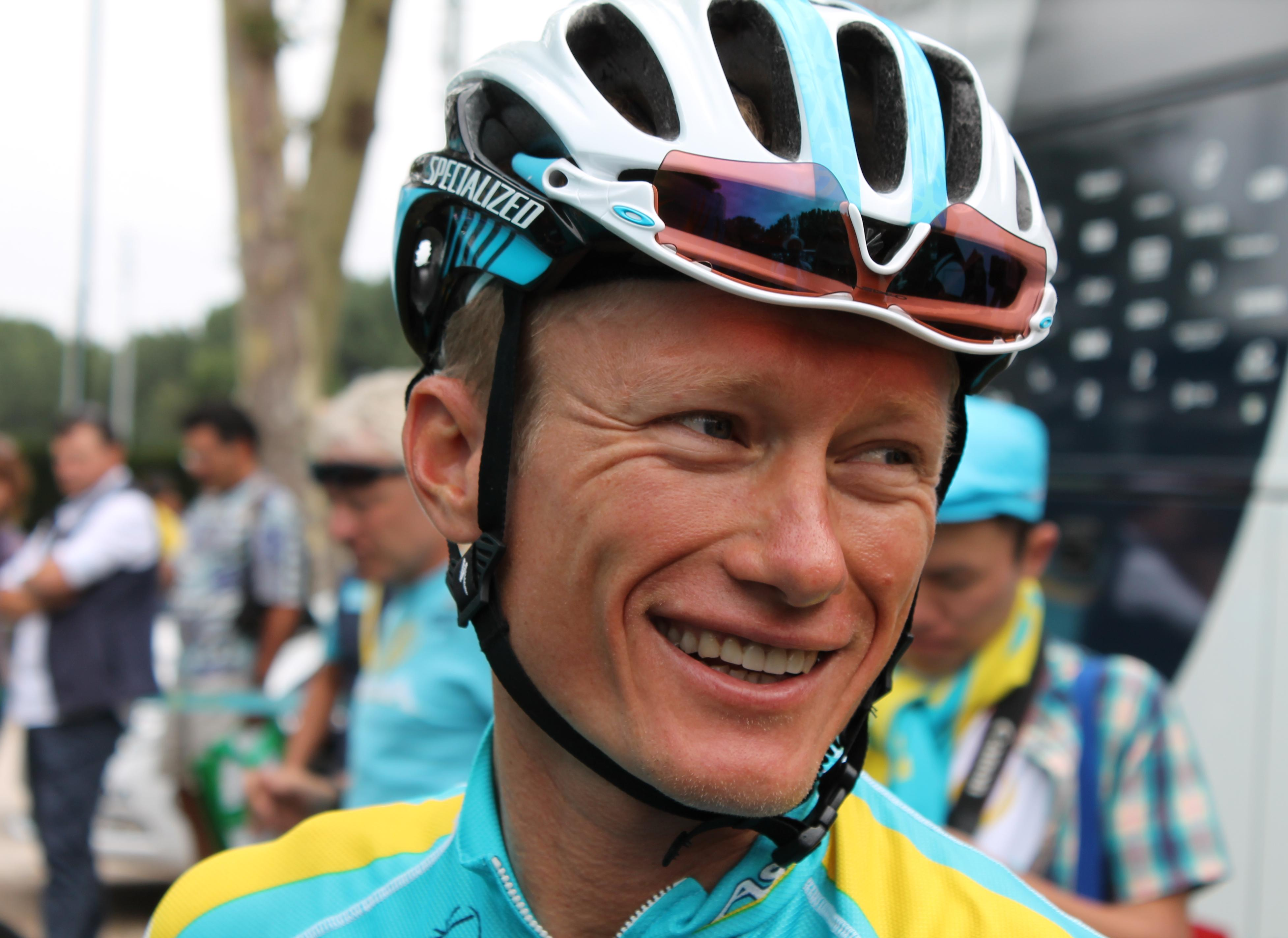
Alexandre Vinokourov au départ de la du Tour de France 2012 à Blagnac

Initialement prévu pour participer au Giro puis au Tour, Vinokourov réalise un début de saison très discret, débuté au Tour de Langkawi qu'il n'avait plus couru depuis près de quinze ans. Après des apparitions en Italie et à l'occasion des classiques, il renonce à prendre le départ du Giro pour se focaliser exclusivement sur le Tour de France et les Jeux olympiques de Londres. Il peaufine alors sa condition physique jusque-là assez retardée lors du Critérium du Dauphiné, qu'il termine loin des meilleurs et du vainqueur Bradley Wiggins.
Souvent à l'attaque sur le Tour de France, il ne parvient pas à remporter de succès malgré un prix de la combativité acquis lors de l'étape vallonnée reliant Blagnac à Brive, où il s'échappe dès les contreforts du Quercy dans la Côte de Saint-Georges à Lafrançaise en compagnie de quatorze coureurs. Il termine également à la quatrième place dans l'étape reine des Pyrénées à Bagnères-de-Luchon, après que la troisième place lui a échappé à la faveur de Gorka Izagirre à la suite d'un saut de chaîne. Il termine 31e du classement général, pour son quinzième et dernier grand tour.
Le 28 juillet 2012, Alexandre Vinokourov remporte le titre olympique de cyclisme sur route à Londres. Il profite du scénario de la course contre l'équipe britannique où l'on voit de nombreuses attaques au cours de l'épreuve pour éviter un final au sprint avec un sacre promis à Mark Cavendish. Échappé avec une quarantaine de coureurs, il est le seul Kazakh à l'avant alors que l'Espagne ou encore la Suisse ont plusieurs coureurs dans le premier groupe (avec notamment Alejandro Valverde, Luis León Sánchez ou encore Fabian Cancellara). Il suit l'attaque à cinq kilomètres de l'arrivée du Colombien Rigoberto Urán puis lance le sprint à 300 mètres de l'arrivée tandis que ce dernier regarde derrière et ne peut suivre son démarrage. Il remporte sa deuxième médaille olympique après l'argent en 2000 à Sydney,. À la fin de la course, Alexandre Vinokourov annonce qu'il arrêtera sa carrière après le contre-la-montre de ces Jeux olympiques. Il devient le premier Kazakh à être sacré champion olympique sur route.
Après quelques critériums dont celui de Castillon-la-Bataille, il prend le départ le 14 août de la Classique de Saint-Sébastien afin d'étrenner son maillot olympique en compétition. Pour l'ultime course de sa carrière, il attaque dans le Jaizkibel et termine trente-cinquième à plus de trois minutes du vainqueur, Luis León Sánchez.
Il met alors fin à sa carrière, après quinze saisons de professionnalisme et 59 succès, ce qui en fait l'un des coureurs majeurs de la décennie en cyclisme.
Pour fêter son départ à la retraite, il organise chez lui à Monaco un jubilé le dimanche 7 octobre 2012, disputé sous la forme d'un critérium officieux de 1,2 kilomètre tracé dans les rues de la principauté, avec une arrivée située Quai Albert Ier. Devant sa famille, Vinokourov s'impose symboliquement en solitaire devant le récent champion du monde sur route Philippe Gilbert et l'Italien Vincenzo Nibali, dernier troisième du Tour de France. Cette grande fête est marquée par la présence de nombreuses personnalités du monde du cyclisme, parmi lesquelles Eddy Merckx, Jan Ullrich, Peter Van Petegem, Laurent Jalabert, Richard Virenque, Jacky Durand, Jaan Kirsipuu, Fons De Wolf, Nico Mattan, Enrico Gasparotto, Davide Rebellin, Valerio Agnoli, Yaroslav Popovych, Janez Brajkovič, Roman Kreuziger, Borut Božič, Robert Kišerlovski, Dmitriy Fofonov, Vincent Lavenu ou encore John Lelangue. Au reste, l'ambassadeur du Kazakhstan en France et sept ministres ont fait le déplacement.

### L'après carrière

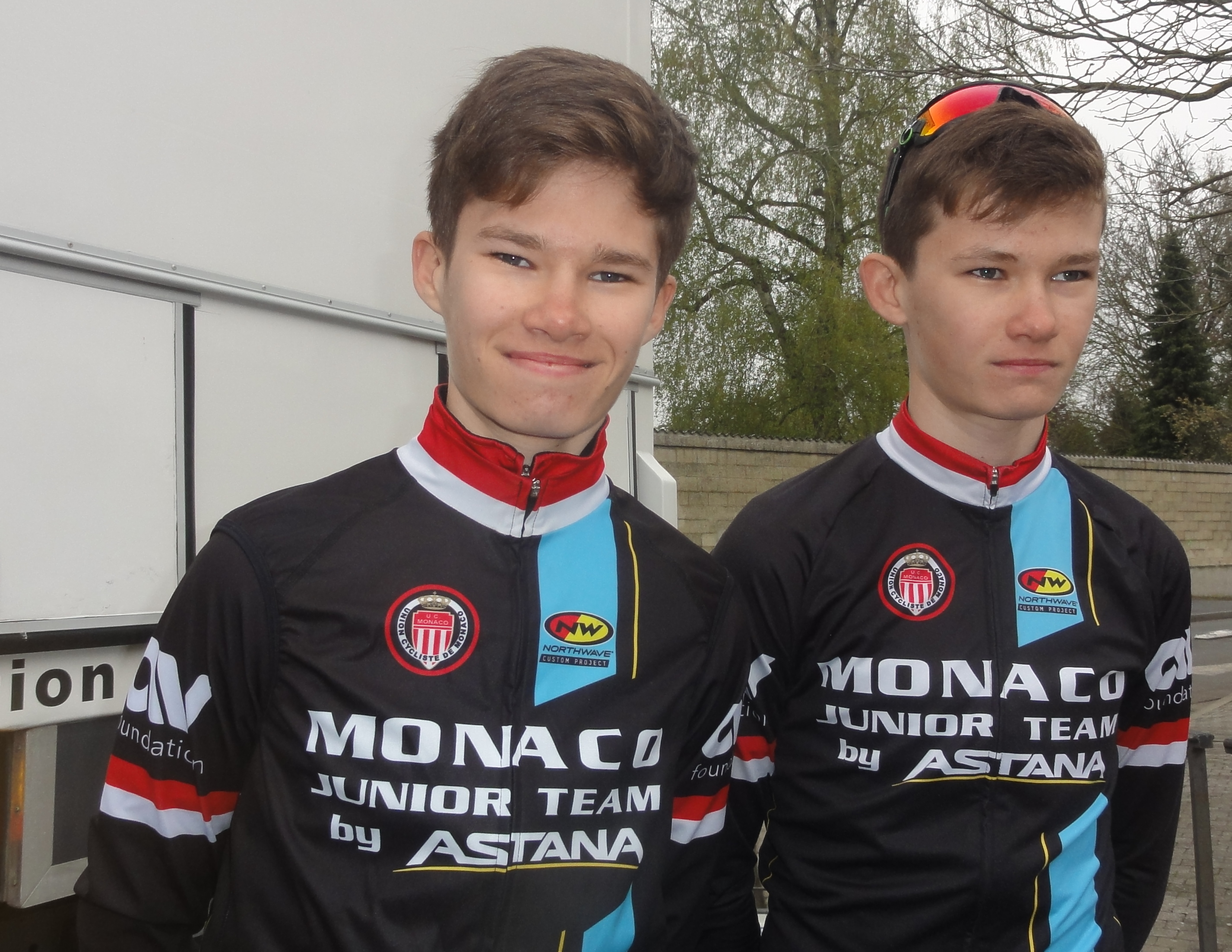
Les fils d'Alexandre Vinokourov lors du départ du Paris-Roubaix juniors 2019 à Saint-Amand-les-Eaux.

Pour la saison 2013, il devient manager général de son équipe Astana, tout en briguant un poste de député aux élections législatives du Kazakhstan.
Fin 2014, La Gazzetta dello Sport révèle qu'il a fait partie des clients du controversé médecin italien Michele Ferrari.
Le 19 juin 2018, il comparaît avec le coureur russe Alexandre Kolobnev devant un tribunal en Belgique. Il est accusé par le procureur d'avoir acheté avec 150 000 euros en 2010 la victoire à Kolobnev dans la course Liège-Bastogne-Liège. Vinokourov avait vaincu Kolobnev dans cette course. Au cours de l'enquête, menée en relation avec une autre enquête sur le docteur Michele Ferrari, des transferts de fonds entre le compte de Vinokourov et de Kolobnev ont été révélés. Ils risquent jusqu'à trois ans de prison et 350 000 euros d'amende. Le jugement est reporté plusieurs fois,. Le 10 septembre 2019, le ministère public requiert six mois de prison et 100 000 euros d’amende à l'encontre de Vinokourov et 50 000 euros d'amende contre Kolobnev, ainsi que la confiscation des 150 000 euros saisis. Finalement les deux hommes sont acquittés le 5 novembre 2019.
Le dimanche 8 septembre 2019, il remporte à Nice le titre de champion du monde de triathlon Ironman 70.3 dans la catégorie des 46-50 ans.
En 2021, l'arrivée de la société canadienne Premier Tech comme sponsor de l'équipe Astana voit également l'arrivée d'une nouvelle équipe dirigeante, sous la direction de Yana Seel. La saison est marquée par des conflits internes qui voient les départs des directeurs sportifs Alexandr Shefer et Dimitri Sedun et la mise à l'écart d'Alexandre Vinokourov à trois jours du départ du Tour de France 2021. Après le Tour de France, Premier Tech annonce qu'elle va se retirer du parrainage de l'équipe à la fin de la saison, en raison d'un désaccord avec les Kazakhs sur le cas de Vinokourov. Après le retrait de Premier Tech, Vinokourov redevient le manager de l'équipe en 2022.
Le dimanche 10 septembre 2023 à Nice, il remporte les championnats du monde d'Ironman dans la catégorie 50-54 ans en signant un chrono de 9 h 35.

### Vie privée
Il est marié à Svetlana Vinokourova. Ils ont trois enfantsdont deux sont cyclistes professionnels Nicolas Vinokourov et Alexandre Vinokourov.

## Palmarès, résultats et classements

### Palmarès amateur
| - 1993 - 3e du Regio-Tour - 1994 - Médaillé d'or du contre-la-montre par équipes des Jeux asiatiques - Médaillé d'argent du contre-la-montre des Jeux asiatiques - Médaillé d'argent de la course en ligne des Jeux asiatiques - 1996 - 3e du Manx Trophy | - 1997 - Essor breton : - Classement général - 1re étape - 1re, 2e et 3e étapes du Circuit de Saône-et-Loire - Boucles du Tarn - 2e étape du Tour du Pays Roannais - 4e étape du Tour Nord-Isère - Grand Prix de Meyrueis - 2e du Tour du Pays Roannais - 2e du Circuit des Deux Provinces |

### Palmarès professionnel
| - 1998 - Circuit des Mines : - Classement général - 4e étape (contre-la-montre) - Classement général des Quatre Jours de Dunkerque - Tour de l'Oise : - Classement général - 2ea étape - 6e étape du Tour de Pologne - 2e du Tour de Murcie - 2e du Grand Prix de Lillers - 1999 - Tour de la Communauté valencienne : - Classement général - 5eb étape (contre-la-montre) - 2e et 6e étapes du Grand Prix du Midi libre - Critérium du Dauphiné libéré : - Classement général - 2e étape - 3e étape du Tour du Limousin - 2e du Grand Prix du Midi libre - 2e du Tour de Romagne - 2e du Grand Prix Bruno Beghelli - 3e de la Classic Haribo - 2000 - 1re étape du Tour de Suisse (contre-la-montre par équipes) - 18e étape du Tour d'Espagne - Médaillé d'argent de la course en ligne des Jeux olympiques - 3e du Critérium international - 7e de Liège-Bastogne-Liège - 2001 - Tour d'Allemagne : - Classement général - 5eb étape (contre-la-montre) - 4e étape du Tour de Suisse - 3e du Tour de la Communauté valencienne - 5e du Tour de Suisse - 6e du Grand Prix du Midi libre - 7e de Paris-Nice - 2002 - Paris-Nice : - Classement général - 4e étape - 3e étape du Tour de Suisse - 2e du Tour du Haut-Var - Médaillé d'argent de la course en ligne des Jeux asiatiques - 7e du Tour du Pays basque - 10e de Liège-Bastogne-Liège - 2003 - Paris-Nice : - Classement général - 5e étape - Amstel Gold Race - Tour de Suisse : - Classement général - 1re étape - Tour de France : - Prix de la combativité - 9e étape - 3e du Tour d'Allemagne - 3e du Tour de France - 3e du Karlsruher Versicherungs GP (avec Bobby Julich) - 10e du Tour du Pays basque | - 2004 - 5e, 7e et 8e étapes de Paris-Nice - Regio-Tour : - Classement général - 2e (contre-la-montre) et 3e étapes - 3e de Liège-Bastogne-Liège - Médaillé de bronze au championnat du monde du contre-la-montre - 5e de la Flèche wallonne - 6e de la course en ligne des Jeux olympiques - 2005 - Champion du Kazakhstan sur route - Liège-Bastogne-Liège - 4e étape du Critérium du Dauphiné libéré - 11e et 21e étapes du Tour de France - 2e du Tour de Bavière - 4e du Tour de France - 5e du Critérium du Dauphiné libéré - 5e du championnat du monde du contre-la-montre - 2006 - Tour de Castille-et-León : - Classement général - 5e étape - Tour d'Espagne : - Classement général - Classement du combiné - 8e, 9e et 20e (contre-la-montre) étapes - 2e du championnat du Kazakhstan sur route - Médaillé de bronze au championnat du monde du contre-la-montre - 2007 - 3e (contre-la-montre) et 7e étapes du Critérium du Dauphiné libéré - 13e et 15e étapes du Tour de France - 3e de Tirreno-Adriatico - 2009 - Champion d'Asie du contre-la-montre - 3eb étape du Tour de l'Ain (contre-la-montre) - Chrono des Nations - Médaillé d'argent au championnat d'Asie sur route - 7e du championnat du monde de contre-la-montre - 7e du Tour de Lombardie - 2010 - Tour du Trentin : - Classement général - 1re étape (contre-la-montre) - Liège-Bastogne-Liège - 13e étape du Tour de France - 2e de la Classique de Saint-Sébastien - 6e du Tour d'Italie - 2011 - 3e étape du Tour du Pays basque - 3e étape du Tour de Romandie - 3e du Tour de Romandie - 3e du Critérium du Dauphiné - 4e de la Flèche wallonne - 8e du Tour du Pays basque - 2012 - Champion olympique de la course en ligne |

### Résultats sur les grands tours

#### Tour de France
9 participations
- 1999 : 35e
- 2000 : 15e
- 2001 : 16e
- 2003 : 3e, vainqueur de la 9e étape,  super-combatif
- 2005 : 5e, vainqueur des 11e et 21e étapes
- 2007 : exclu ainsi que son équipe Astana (16e étape) à la suite d'un contrôle positif aux transfusions homologues après sa victoire dans le contre-la-montre de la 13e étape (retirée de son palmarès en 2008), alors qu'il était 9e du classement général provisoire à l'issue de cette étape
- 2010 : 15e[76],[77], vainqueur de la 13e étape
- 2011 : abandon sur chute (9e étape)
- 2012 : 31e

#### Tour d'Italie
1 participation
- 2010 : 6e,  maillot rose pendant 5 jours

#### Tour d'Espagne
5 participations
- 2000 : 28e, vainqueur de la 18e étape
- 2002 : abandon (11e étape)
- 2004 : abandon (18e étape)
- 2006 :  Vainqueur du classement général,  vainqueur du classement du combiné et des 8e, 9e et 20e (contre-la-montre) étapes,  maillot or pendant 5 jours
- 2009 : abandon (12e étape)

### Classements mondiaux sur route
Jusqu'en 2004, le classement UCI concerne tous les coureurs ayant obtenu des points lors de courses du calendrier international de l'Union cycliste internationale (324 courses en 2004). En 2005, l'UCI ProTour et les circuits continentaux sont créés, ayant chacun leur classement. De 2005 à 2008, le classement de l'UCI ProTour classe les coureurs membres d'équipes ProTour en fonction des points qu'ils ont obtenu lors des courses du calendrier UCI ProTour, soit 28 courses en 2005, 27 en 2006, 26 en 2007. En 2008, le calendrier du ProTour est réduit à 15 courses en raison du conflit entre l'UCI et les organisateurs de plusieurs courses majeures. Les trois grands tours, Paris-Roubaix, la Flèche wallonne, Liège-Bastogne-Liège, le Tour de Lombardie, Tirreno-Adriatico et Paris-Nice ne sont donc pas pris en compte dans le classement ProTour 2008. En 2009 et 2010, un « classement mondial UCI » remplace le classement ProTour. Il prend en compte les points inscrits lors des courses ProTour et des courses qui n'en font plus partie, regroupées dans un « calendrier historique », soit au total 24 courses en 2009 et 26 en 2010. Ce nouveau classement prend en compte les coureurs des équipes continentales professionnelles. En 2011, l'UCI ProTour devient l'UCI World Tour et reprend dans son calendrier les courses qui l'avaient quitté en 2008. Il comprend 27 courses en 2011.
Alexandre Vinokourov apparaît pour la première fois au classement UCI en 1996. Il obtient ses meilleurs classements en 2003 et 2005 : 6e.
| Année                  | 1996 | 1997 | 1998 | 1999 | 2000 | 2001 | 2002 | 2003 | 2004 | 2005 | 2006 | 2007 | 2008 | 2009 | 2010 | 2011 | 2012 |
| ---------------------- | ---- | ---- | ---- | ---- | ---- | ---- | ---- | ---- | ---- | ---- | ---- | ---- | ---- | ---- | ---- | ---- | ---- |
| Classement UCI         | 560e | 912e | 51e  | 17e  | 28e  | 37e  | 53e  | 6e   | 38e  |      |      |      |      |      |      |      |      |
| Classement ProTour     |      |      |      |      |      |      |      |      |      | 6e   | 14e  | nc   | nc   |      |      |      |      |
| Calendrier mondial UCI |      |      |      |      |      |      |      |      |      |      |      |      |      | 104e | 11e  |      |      |
| UCI World Tour         |      |      |      |      |      |      |      |      |      |      |      |      |      |      |      | 16e  | 196e |